# Денгоф, Зигмунд
Зигмунд Денгоф, пол. Zygmunt Denhoff (? — 1655) — государственный и военный деятель Речи Посполитой, ротмистр гусарский, кравчий польской королевы (1650—1654), староста быдгощский (1650—1655), велюньский, сокальский, болеславский, богуславский, клоновский, лайский и звенигородский.

## Биография
Представитель польского магнатского рода Денгофов герба «Вепрь». Третий (младший) сын воеводы дерптского и серадзского Каспера Денгофа (1588—1645) и Анны Александры Конецпольской (ум. 1651). Старшие братья — аббат енджеювский Александр и староста велюньский Станислав Денгофы.
Учился в Краковском университете, который закончил в 1637 году. В том же году вместе со своим старшим братом Станиславом отправился на учёбу во Францию и Германию. После возвращения домой некоторое время находился при дворе польского короля Владислава IV Вазы, затем под опекой гетмана великого коронного Станислава Конецпольского изучал военное искусство. В конце концов посвятил свою жизнь не военному делу, а политике. Являлся прекрасным оратором. В 1641 году был избран послом (депутатом) от Серадзского воеводства на сейм. В 1644 году отец передал ему во владение сокальское староство, а в 1645 году — староства болеславское, лайское и клоновское.
В 1648 году после смерти польского короля Владислава IV Зигмунд Денгоф стал одним из самых верных сторонников нового короля Яна II Казимира. Принимал активное участие в подавлении казацко-крестьянского восстания на Украине (1648—1654). Участвовал в неудачных битвах с восставшими казаками под Староконстантиновом и Пилявцами, а в 1649 году — в Зборовской битве. После заключения Зборовского договора Зигмунд Денгоф добровольно отправился заложником ко двору крымского хана Ислям Герая. При его содействии из крымского плена были освобождены многие польские пленники.
После освобождения из плена и возвращения на родину в марте 1650 году Зигмунд Денгоф получил в награду староство быдгощское, которое ранее принадлежало его тестю, великому канцлеру коронному Ежи Оссолинскому. В 1650—1654 годах являлся кравчим польской королевы Марии Луизы, супруги Яна II Казимира Вазы. В 1651 году Зигмунд Денгоф участвовал в битве с казаками под Берестечком на Волыни, в том же году получил во владение богуславское староство. В дальнейших военных кампаниях на Украине не участвовал из-за плохого здоровья. В 1654 году после смерти своего старшего брата Станислава унаследовал велюньское староство.

## Семья
В 1645 году женился на Анне Терезе Оссолинской (ум. 1651), дочери канцлера великого коронного Ежи Оссолинского (1595—1650) и Изабеллы Данилович, от брака с которой имел четырёх сыновей:
- Кароль Каспер Денгоф (ум. после 1689), ловчий серадзский (1677), каштелян конарско-серадзский (1689)
- Ежи Альбрехт Денгоф (ум. 1702), кустош познанский (1671), аббат витовский (1678), каноник краковский (1679), аббат корчинский, епископ каменецкий (1685—1687), канцлер королевы (1687), епископ пшемысльский (1687—1700), канцлер великий коронный (1688—1702), епископ краковский (1701—1702)
- Станислав Казимир Денгоф (род. 1651 и умер в юности)
- Франтишек Богуслав Денгоф (1651 — ок. 1707), мечник ленчицкий (1688), каштелян плоцкий (1695) и серадзский (1699)